# Ясір Субаши
Ясір Субаши (тур. Yasir Subaşı, нар. 1 січня 1996, Адапазари, Туреччина) — турецький футболіст, фланговий захисник клубу «Коньяспор».

## Ігрова кар'єра

### Клубна
Ясір Субаши є вихованцем стамбульського клубу «Фенербахче». З 2016 року був внесений до заявки першої команди. Але в основі «Фенербахче» Субаши не зіграв жодного матчу. У 2017 році відправився в оренду у клуб Другої ліги «Сакар'яспор». Після повернення з оренди Субаши не став продовжувати співпрацю з клубом і перейшов до «Умранієспора» з Першої ліги.
Влітку 2019 року Субаши перейшов до клубу Суперліги «Кайсеріспор». У серпні того року захисник зіграв першу гру в турецькому елітному дивізіоні. Відігравши три роки в «Кайсеріспор» Субаши як вільний агент перебрався до клубу «Коньяспор», з яким підписав трирічний контракт.

### Збірна
У 2012 році Ясір Субаши зіграв два матчі у складі юнацької збірної Туреччини (U-16).